# Вихрев, Ефим Фёдорович
Ефим Фёдорович Вихрев (28 марта (10 апреля) 1901, г. Шуя, Владимирская губерния — 2 января 1935, с. Палех) — русский советский писатель, поэт и журналист, искусствовед. Активный популяризатор искусства народных мастеров Палеха — палехской миниатюры. Современники называли его «певцом Палеха». Инициатор создания Музея палехского искусства.

## Биография
Ефим Фёдорович Вихрев родился в городе Шуя Владимирской губернии 28 марта (10 апреля) 1901 года.
Окончил Шуйскую мужскую гимназию.
Участвовал в Гражданской войне. Член ВКП(б) с 1919.
С осени 1922 жил в Иваново-Вознесенске, учился в политехническом институте, откуда перешёл на работу в газету «Рабочий край», на страницах которой печатались его стихи.
В 1925 переехал в Москву, где работал секретарём издательства «Недра».
Публиковался в московских журналах, входил в литературную группу «Перевал».
В 1925 через художника-палешанина И. И. Зубкова познакомился с искусством палешан, и 25 декабря в "Рабочем крае" была напечатана первая его публикация о Палехе — очерк «Из рода в род».
В 1930 в издательстве «Недра» вышло первое издание книги Вихрева «Палех», о которой похвально, а то и восторженно отозвались Пришвин, Шкловский, Семеновский. Высокую оценку дал книге Максим Горький.
Затем последовали другие его книги о мастерах народного искусства: «Палешане», «Родники».
Значительный интерес представляют автобиографические очерки «Освобождение раба» и «Первые уроки». Вихрева по праву называют певцом Палеха. Сам он писал, что Палех — это «луч из юности, осветивший мне жизнь». Именно он выдвинул идею создания музея палехского искусства.
Скоропостижно скончался 2 января 1935. Похоронен в центре Палеха перед оградой Крестовоздвиженского храма.

## Публикации
- Палех. М., Недра, 1930. 184 с.: ил.
- Палех. М., Союзкино, 1931. (Объяснительная брошюра к серии кинопленочных диапозитивов).
- Освобождение раба. М., изд-во «Московское товарищество писателей», 1933.
- Палешане. Записки палехских художников о их жизни и творчестве. М., изд-во «Московское товарищество писателей», 1934. 400 с. 5200 экз.
- Палех. М., Худож. лит., 1936. (Предисл. Ник. Зарудина).
- Родники. Иваново, Гос. изд-во Ивановской обл., 1936.
- Палех. 1927—1932. Вторая композиция. — М., Худож. лит., 1938. 409 с.: ил.(Предисл. С. Иванова).
- Избранные произведения. Иваново, Ивановское кн. изд-во, 1961.
- Вихрев Е. Ф. Палех / Составитель А. Вихрев. — Ярославль: Верхне-Волжское книжное издательство, 1974. — 232, [16] с. — 50 000 экз.
- Вихрев Е. Ф. Родники / Сост. и примечания А. Вихрева; Вступительная статья Ю. Мелентьева; Художник Г. В. Дмитриев. — М.: Советская Россия, 1984. — 400, [18] с. — 50 000 экз.